# Contessa Entellina
Contessa Entellina (Kuntisa in arbëresh) è un comune italiano di 1 455 abitanti della città metropolitana di Palermo in Sicilia.
Distante 80 km circa dal capoluogo, è posta nella Valle del Belice al centro della Sicilia Occidentale, alle falde settentrionali del monte Genuardo, e si adagia sul declivio delle colline Brinjat a 571 m s.l.m.
Oasi etnica, linguistica e religiosa, è uno dei più antichi insediamenti albanesi d'Italia (1450), sorto in conseguenza allo stazionamento di gruppi di militari albanesi (stradioti) e alla fuga degli esuli albanesi che si allontanarono dalle loro terre per sfuggire dall’invasione turco-ottomana d'Albania e generalmente dalla penisola balcanica. 
La cittadina, insieme a Piana degli Albanesi e Santa Cristina Gela, è parte della comunità albanese di Sicilia (arbëreshët e Siçilisë) dove si parla l'albanese (arbërishtja) e vi si pratica il rito religioso greco-cattolico (rito bizantino).
L'amministrazione comunale utilizza nei documenti ufficiali anche l'albanese, ai sensi della vigente legislazione che tutela le minoranze etno-linguistiche. Il comune appartiene inoltre all'unione dei Comuni Albanesi di Sicilia "Besa" (Lidhja e Bashkivet "Besa"). Le attività economiche prevalenti sono il terziario, l'agricoltura e la pastorizia.

## Geografia fisica

### Territorio
Il comune di Contessa Entellina si estende per 136,4 km² nella media valle del fiume Belice Sinistro (antico Crimiso). È circondato da ampie campagne e fitti boschi, e il centro abitato si adagia sulle falde settentrionali delle colline Brinjat, toponimo albanese che significa "costole". Le attuali delimitazioni del territorio comunale sono costituite da elementi del paesaggio naturale o antropizzato, quali corsi d'acqua, linee di spartiacque o antiche mulattiere.
Il territorio ricade nel settore nord-occidentale dei Monti Sicani ed è dominato dal massiccio del Monte Genuardo (1180 m), costituito in prevalenza da una potente sequenza di rocce carbonatiche, silicee e marnose. Altri tratti del confine sono rappresentati da corsi d'acqua di rilievo, quasi tutti affluenti del Belice Sinistro: a nord-est il Vallone Petraro, ad est il Vallone Chiarello, ad ovest il corso inferiore del Senore, fino alla confluenza con il Belice Sinistro. Sul lato meridionale, invece, il confine è rappresentato dallo spartiacque del Monte Genuardo, mentre su quello orientale da tratti di antiche mulattiere, nella contrada Realbate a nord-est e una parte delle pertinenze dell'Abbazia di Santa Maria del Bosco a sud-est. Altri corsi d'acqua di rilievo, anch'essi affluenti del Belice Sinistro, attraversano il territorio: il torrente Realbate nel settore nord-orientale e il Vaccarizzo nella parte centro-settentrionale, alle pendici meridionali della Rocca di Entella. Alla rete idrografica maggiore si affianca poi una fitta maglia di corsi d'acqua minori, tutti a carattere stagionale.

## Storia
Il comune di Contessa Entellina costituisce il più antico insediamento albanese d'Italia. Nasce intorno al 1450, quando un gruppo di esuli albanesi costruì l'abitato vicino alle rovine remote di un piccolo casale preesistente, il Casale di Comitissa o Vinea Comitissae, popolato da soldati albanesi (stradiotët) provenienti dal Casale di Bisiri (Mazara) dove avevano prestato servizio per il re di Napoli dal 1448. 
Dal XV al XVIII secolo si rifugiano in Italia molti esuli albanesi per sfuggire alla dominazione turco-ottomana e conservare libertà e fede cristiana, questi fuggirono e sbarcarono sulle coste centro-meridionali d'Italia, fondando o ripopolando circa 100 località. Fu in quel periodo che Contessa vide l'accrescere e la nascita vera e propria del nucleo cittadino.
I capitoli di nascita ufficiali, della concessione dei feudi, sorsero nel 1520, anno in cui ebbe avvio la riedificazione, la valorizzazione e il popolamento degli albanesi provenienti dall'Albania meridionale e nella seconda ondata migratoria dalla Morea. Questi albanesi, di elevata estrazione sociale, non vollero sottomettersi al giogo turco né rinnegare la loro religione cristiana di tradizione greco-bizantina.
A partire dal XVI secolo si riscontrano documenti notarili o ecclesiastici che riguardano la nuova comunità stabilitisi nella zona dell'antico casale. Il 14 dicembre del 1517 fu redatto l'atto di affitto del territorio, firmato da una rappresentanza della comunità albanese di Contessa, e nel 1520, prima che scadesse il contratto di affitto di nove anni, gli arbëreshë di Contessa sottoscrissero con Don Alfonso Cardona un atto di concessione conclusivo. Con questo atto i feudi di Contessa e Serradamo furono assegnati agli arbëreshë, che li trasformarono in vigneti, uliveti e frutteti e li coltivarono a grano. La decima fu successivamente trasformata con la concessione in enfiteusi, con l'intento di incentivare gli investimenti fissi da parte dei contadini albanesi. Su tutti i feudi avevano diritti di pascolo e spigolatura (usi civici), e si sviluppò la coltura intensiva con alberi e vigneti, in quanto su essi gli arbëreshë godevano del diritto di disporre liberamente l'eredità mediante testamento.
Altri profughi albanesi intanto nel 1521, durante la grande migrazione albanese nel mondo causata dall'avanzata dei turco-ottomani, raggiunsero Contessa. Molte sono le notizie riportate dal XVI secolo in documenti amministrativi, ecclesiastici, notarili, ecc., che riguardano la nuova comunità degli albanesi stabilitisi nel casale, chiamato nel medioevo “vinea Comitissae”.
Gli albanesi di Contessa venivano scambiati abitualmente dai contadini forestieri siciliani per "greci", in quanto si dava maggior rilevanza al carattere religioso (rito greco) piuttosto che all'appantenenza etnica (albanese).
Nel 1875 si volle aggiungere al nome Contessa l'aggettivo Entellina, derivato dalle scoperte archeologiche d'Entella città le cui rovine si trovano nei pressi del centro abitato, costituendo così la denominazione attuale. È chiamata in lingua arbëreshe: Kuntisa, talvolta Kundisa, o semplicemente horë -a (città, il paese) e hora e Kuntisës.
Il comune, dopo il terremoto del 1968, dovette chiudere le sue chiese al culto perché dichiarate inagibili, e poiché altrettanto poteva dirsi delle case, si ebbe, in quella circostanza, un forte flusso migratorio. Da allora il paese si è un po' ampliato nella parte della Fusha Kavalari, anche se il centro storico è ancora ampiamente popolato e comprende ancora invariato la via Morea, via Kastriota, Piazza Umberto I, via Musacchia e la via Kroja.
Contessa Entellina è una delle circa 50 località in Italia che conservano ancora la lingua, il rito, le tradizioni ed i costumi degli antenati albanesi.

### Simboli
Lo stemma del comune di Contessa Entellina è così descritto dallo statuto comunale:
(Descrizione araldica dello stemma)
Il gonfalone del comune di Contessa Entellina riproduce lo stemma su drappo rosso, con il nome del comune anche in lingua albanese.

## Monumenti e luoghi d'interesse

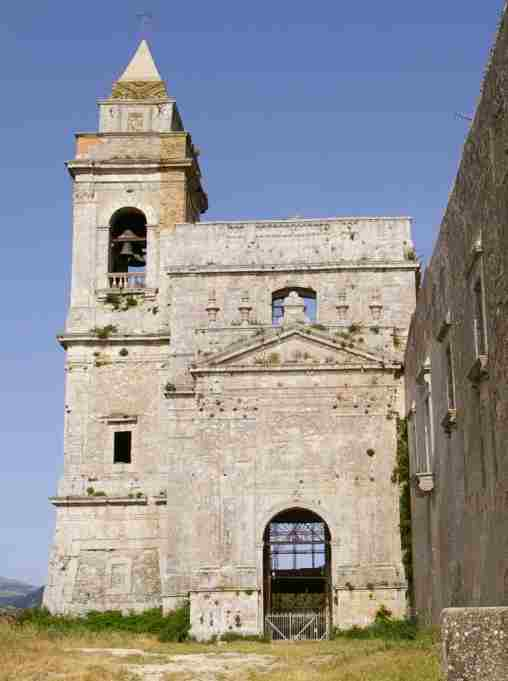
Abbazia di Santa Maria del Bosco

I monumenti e i siti principali di Contessa Entellina sono certamente le chiese di rito bizantino, con le loro preziose icone; l'Abbazia di Santa Maria del Bosco (XIII sec.); il Castello di Calatamauro, sito archeologico medievale; e Entella, sito archeologico di origine elima.

### Architetture religiose

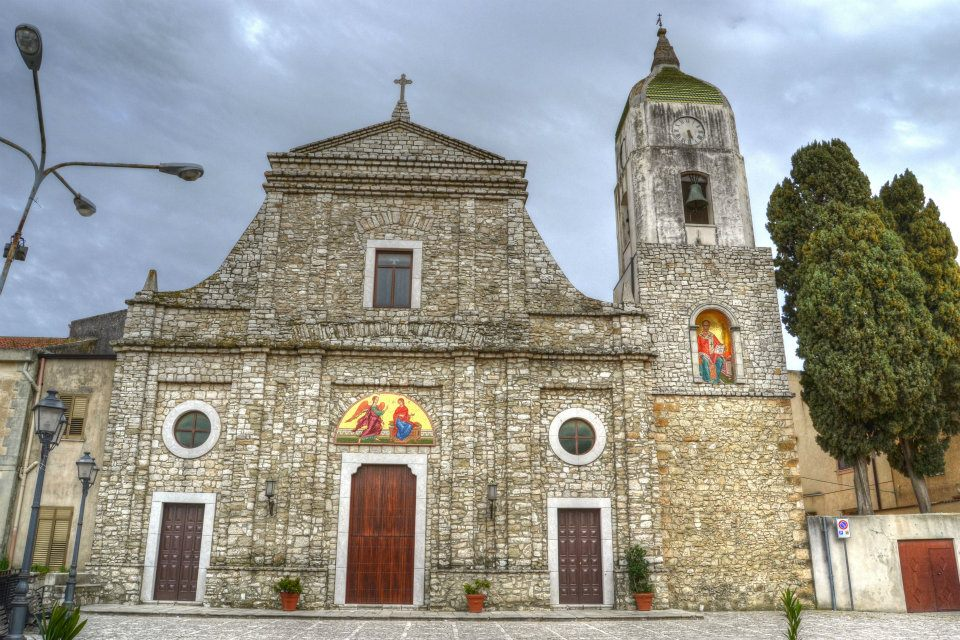
Chiesa Madre SS. Annunziata e S. Nicolò, costruita dagli albanesi nel XV secolo

Fra gli edifici monumentali si annoverano le chiese di rito bizantino di modello architettonico orientale: con icone, l'iconostasi, mosaici e paramenti sacri ortodossi. Una particolare chiesa è quella di SS. Annunziata e San Nicolò di Mira (Klisha e Shën Kollit), quest'ultimo santo patrono del comune. Chiesa Madre di Contessa Entellina, fu costruita e completata nel 1520 dai primi esuli arbëreshë subito dopo il loro arrivo, e nella quale viene celebrata la Divina liturgia secondo il rito bizantino-greco. Insieme ad essa il rito bizantino viene solennizzato in tutte le altre chiese di Contessa: Anime Sante (Shpirtrat e Shejt), Maria dell'Itria o Odigitria (Mëria e Dhitrjes), San Rocco (Shën Rroku), S. Antonio Abate (Shën Gjoni i Math).
La Chiesa di Santa Maria delle Grazie (Klisha e Shën Mërisë) e l'Abbazia di Santa Maria del Bosco sono invece passate al rito latino, in quanto concesse allora provvisoriamente ai fedeli latini, ma con la riserva dei diritti dei fedeli albanesi-bizantini: proprietà, canto del "Cristòs Anésti" (Krishti u Ngjall) nei primi tre giorni dopo la Grande Pasqua, canto della "Paràclisis" nella prima quindicina di agosto; vespro, messa solenne e processione in occasione della festa annuale, l'otto settembre, di Santa Maria della Favara.

### Aree naturali

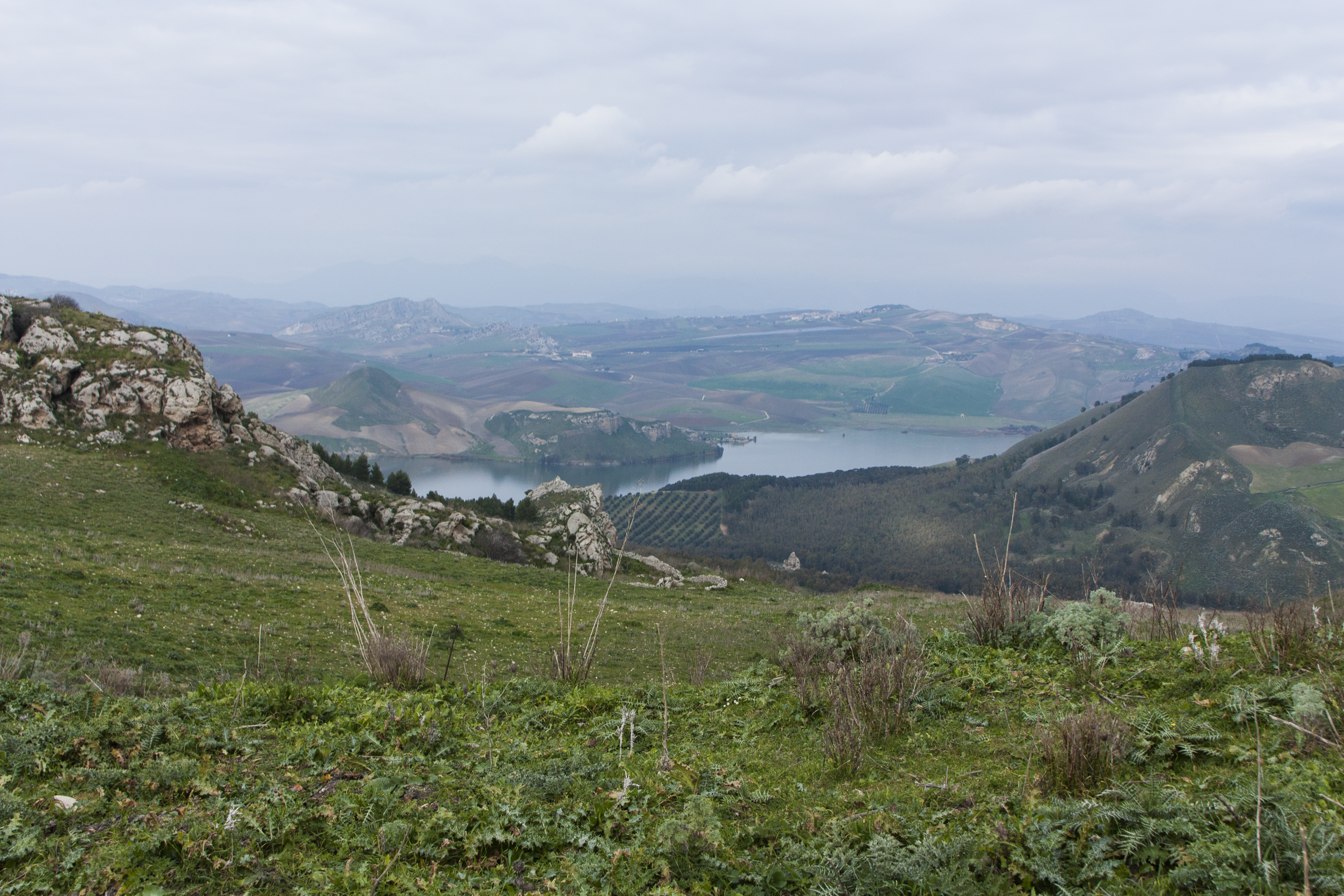
Lago Garcia

Delle 91 riserve naturali istituite dalla Regione Siciliana, due ricadono sul territorio di Contessa Entellina:
- La Riserva Naturale Integrale "Grotta di Entella" che si trova nella parte settentrionale del territorio nella Rocca di Entella.
- La Riserva Naturale Orientata "Santa Maria del Bosco" e "Monte Genuardo" che ricade nella parte meridionale del territorio ed interessa anche i comuni di Sambuca di Sicilia (Ag) e Giuliana (Pa).

Fuori dal perimetro cittadino, si possono fare escursioni, oltre che sulla citata Rocca d'Entella, anche al Castello di Calatamauro di fattura bizantina, nonché appunto alle riserve naturali Grotta di Entella e Monte Genuardo. Il territorio comunale comprende il Lago Garcia.

### Siti archeologici

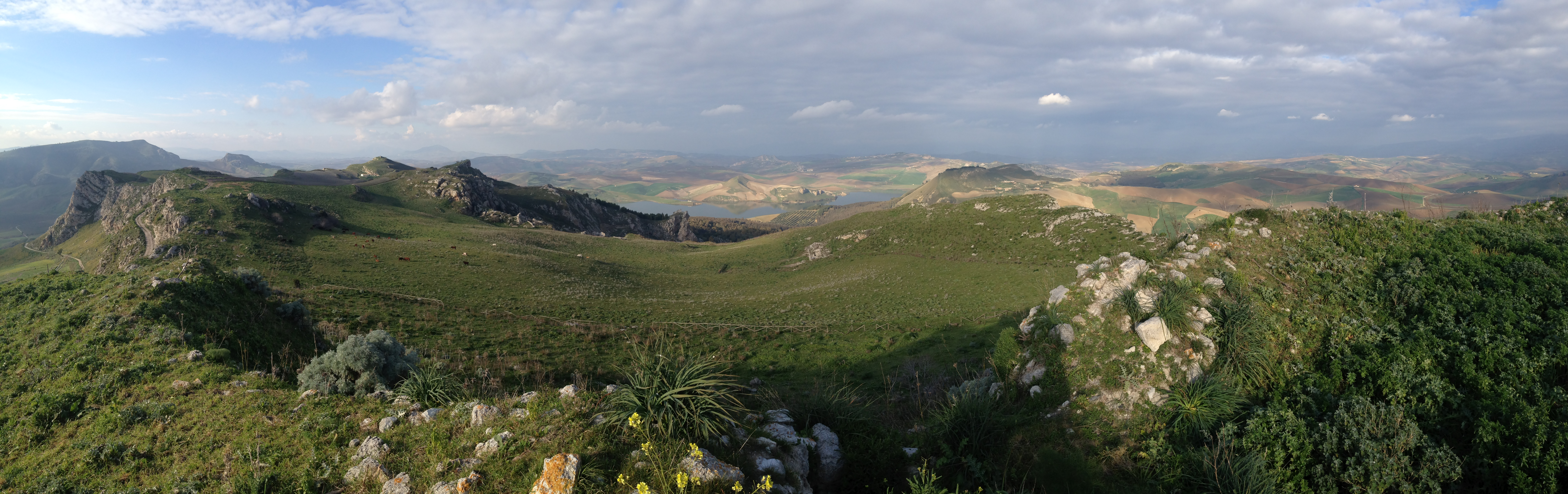
Panorama dalla Rocca di Entella

Le rovine del sito di Entella si desume dalla tradizione mitologica più moderna che fu fondata da Aceste e dall'eroe Entello, un abile pugilatore che nell'Eneide sfida e vince il troiano Darete. Entella, con le città di Segesta ed Erice era una delle tre maggiori città elime. La città godette della sua autonomia politica grazie all'appoggio di Cartagine fino al 404 a.C., quando fu occupata da dei mercenari campani che ne uccisero col tradimento la popolazione maschile.
Durante l'intero IV secolo a.C., visse le tormentate vicende delle città campane di Sicilia sia sotto Cartagine, che sotto Siracusa. Occupata da Dionisio di Siracusa nel 397 a.C., e caduta in seguito sotto Cartagine, fu riconquistata dai Siracusani nel 368 a.C. Aveva come città un'importanza strategica che fu ripresa dai Cartaginesi nel 345 a.C. Fu liberata inizialmente da Timoleonte nel 342-41 e tornò sotto Cartagine per la pace che seguì alla vittoria timoleontea sul Crimiso (339 a.C.). In seguito sarà liberata da Agatocle, tornando così sotto Cartagine nel 306 a.C. per poi essere infine conquistata dai Romani durante la prima guerra punica.
La città emanò moneta in argento e bronzo nel IV secolo a.C., ma perse progressivamente importanza. Purtroppo scarseggiano le notizie storiche sulla storicità romana e bizantina ma fino al 1062 d.C., quando il castrum Antilium (Campo di Entella) fu assalito da Ibm Thumna, alleato degli Altavilla. Nel 1182 un decreto per il Monastero di Santa Maria Nuova di Monreale ricorda solo "hedificia diruta que sunt subtus castellum Hantelle" (Edificio diroccato sotto il castello di Entella). Ci fu una ribellione degli abitanti islamici di Entella che determinò la dura repressione di Federico II, il quale deportò i superstiti nel 1223 e nel 1245 presso Lucera in Puglia, e segnò così la fine della città.
Una nuova luce sulla parte ellenistica, conosciuta grazie alla monetazione in argento e bronzo, hanno gettato vari decreti in bronzo, di età agatoclea e provenienti da scavi clandestini. Furono dichiarati solo nel 1980, dove per la prima volta i decreti di Entella fornirono dati significativi sulle vicende di Entella nel IV secolo a.C., dichiarando le sue alleanze, i suoi ordinamenti e l'urbanistica come il tempio di Estia, bouleuterion, teatro). La ricerca archeologica iniziò solo nel 1983 da una missione di scavo della Scuola normale superiore di Pisa che hanno evidenziato sia la fase ellenistica (IV-III secolo a.C.) che la fase arabo-normanna. Al primo periodo ci sono alcuni edifici pubblici monumentali, mentre la fase arabo-normanna è caratterizzata da due castelli di cui uno sul Pizzo della Regina e a quota 542, ed alla fase araba appartiene invece la necropoli extramurana a sud della città, che ha rivelato la prima necropoli della Sicilia musulmana. Infatti, nelle deposizioni in fosse terragne, si trovano i volti degli inumati in decubito laterale destro, e che sono rivolti alla Mecca. La necropoli araba invece, utilizza un'area che ha altresì restituito tombe del VI-III secolo a.C. La precoce attrazione della civiltà di Entella, è attestata dal rinvenimento di un'epigrafe greco antica, bustrofedica, in alfabeto selinuntico.

## Società
Una forte comunità arbëreshe di Contessa Entellina, dopo le migrazioni del secolo scorso, sopravvive negli Stati Uniti d'America, mantenendo viva la lingua e le tradizioni albanesi. La comunità più numerosa si trova a New Orleans. Esistono club e associazioni culturali in merito: tra i più antichi e conosciuti ci sono "Contessa Entellina Society of New Orleans" e "Contessa Entellina Arbëreshë Heritage Association (Italo-Albanian in America)".

### Evoluzione demografica
| Evoluzione storica della popolazione |       |
| 1732                                 | 3.105 |
| 1861                                 | 3.364 |
| 1881                                 | 3.393 |
| 1921                                 | 1.911 |
| 1951                                 | 2.894 |
| 1991                                 | 2.052 |
| 2011                                 | 1.865 |

Abitanti censiti

### Etnie e minoranze straniere
Secondo i dati ISTAT al 31 dicembre 2019 la popolazione straniera residente era di 22 persone.

### Lingue e dialetti

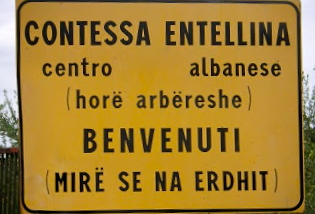
Tabella bilingue italiano-albanese

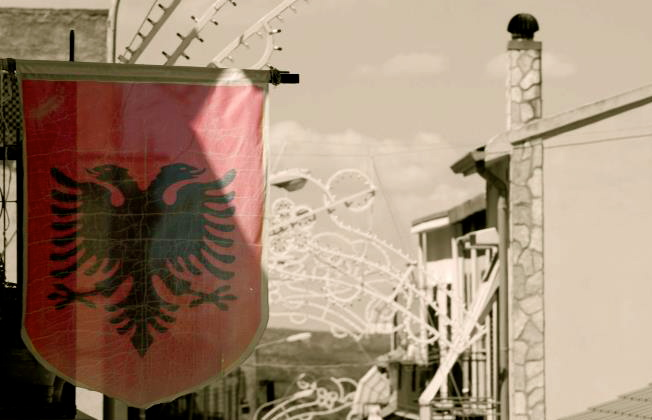
Bandiera albanese per le strade di Contessa Entellina

A Contessa Entellina viene parlato anche l'arbëresh (gljuha arbëreshe), ovverosia l'albanese nella parlata dell'Albania meridionale. Essa è il più forte elemento che contraddistingue la comunità di Contessa Entellina, insieme al rito bizantino e ai costumi tradizionali. Conservatesi da più di cinquecento anni, ha mantenuto l'aspetto fonetico originario, sebbene, negli ultimi tempi, ha subito l'influenza dal dialetto siciliano e dalla lingua italiana.
La lingua arbëreshe rischia di scomparire, a causa dei vari flussi migratori del primo Novecento e in seguito al terremoto del Belice del 1968, che l'ha spopolata e spesso ripopolata con abitanti "forestieri" dei centri limitrofi durante la ricostruzione, e al disinteresse delle nuove generazioni, nonostante il suo insegnamento sia obbligatorio nelle scuole elementari e medie in base alla legge dalla legislazione statale (legge 482/1999) che tutela le minoranze etniche e linguistiche di storico insediamento. La cartellonistica stradale bilingue (italiano-albanese) è utilizzata nel comune.

#### Letteratura
Il più importante scrittore e poeta arbëresh di Contessa Entellina è Nicolò Chetta (1741-1803), sacerdote di rito bizantino-greco, poeta, scrittore, storico, etnografico e teologo, rettore del Seminario Italo-Albanese di Palermo.
Tra le figure intellettuali si ricordano: Antonino Cuccia (1850-1938), cultore poeta popolare arbëresh, le cui opere costituiscono una testimonianza significativa della lingua albanese parlata a Contessa Entellina; Leonardo Lala (1906-2000), poeta popolare e scrittore arbëresh, esperto di lingua, storia e tradizioni folcloristiche albanesi; Papàs Michele Lojacono (1907-1957), sacerdote di rito bizantino, parroco a Chiesa italo-albanese di Palermo, insegnante e pubblicista. Il suo impegno culturale più importante fu il bollettino italo-albanese “Biga”, finalizzato alla diffusione delle notizie riguardanti la diocesi bizantina di Piana degli Albanesi e le comunità albanesi d'Italia; Papàs Matteo Sciambra (1914-1967), sacerdote di rito bizantino, parroco della chiesa italo-albanese di Palermo, e docente di lingua e letteratura albanese all'Università di Palermo.

### Religione

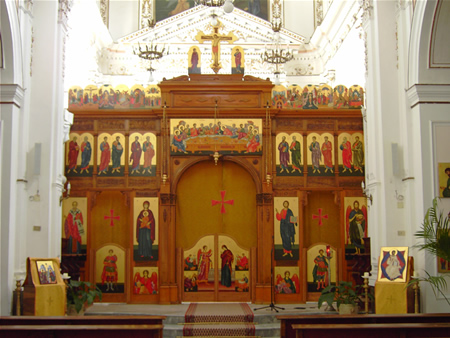
Chiesa SS. Annunziata e S. Nicolò, iconostasi

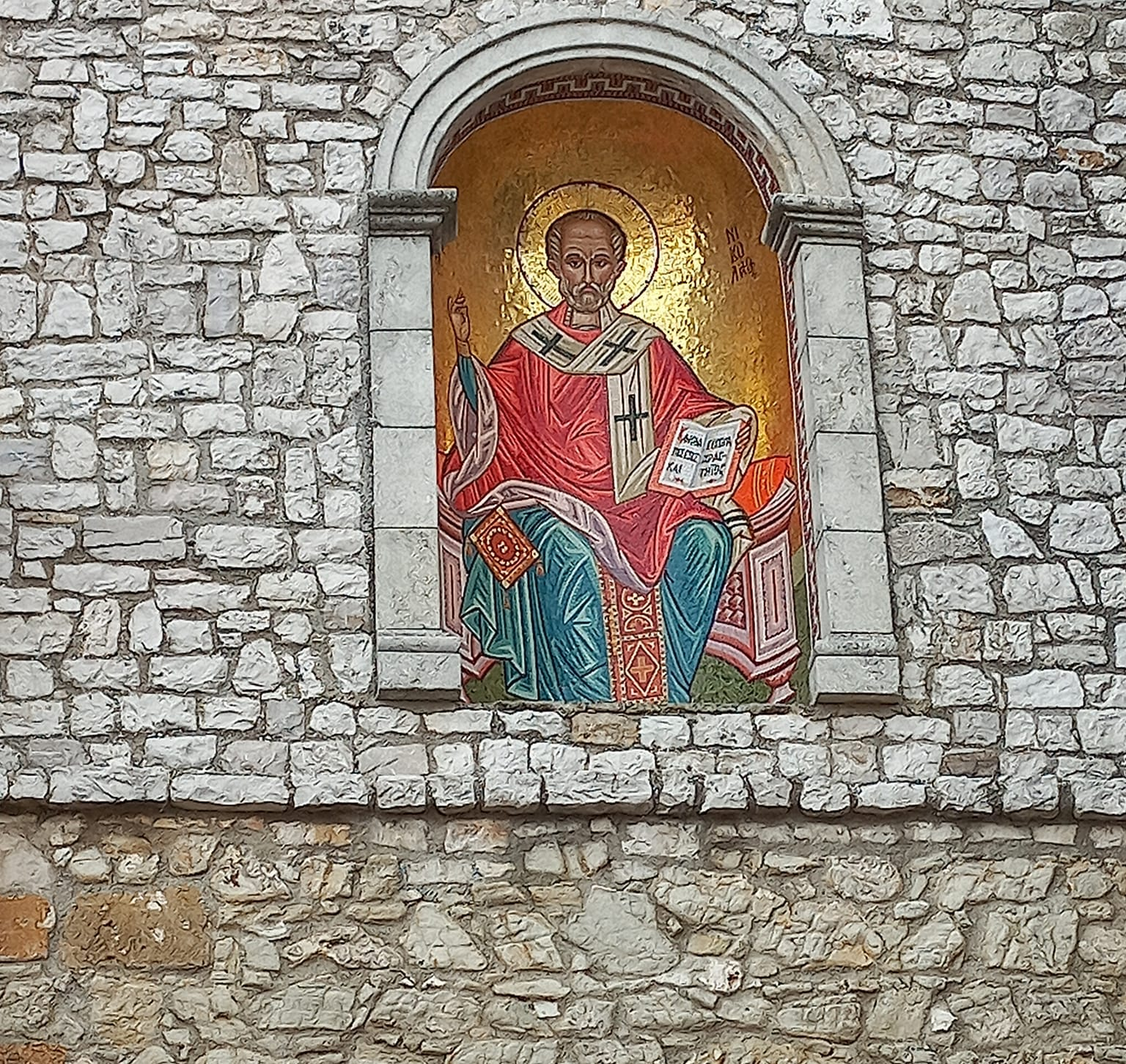
Mosaico neobizantino di S. Nicolò di Mira, Josif Droboniku (2006)

Nel paese è praticata la fede cristiana di tradizione orientale (rito bizantino-greco) ed è parte dell'Eparchia di Piana degli Albanesi. Essa, insieme alla lingua albanese (gljuha arbëreshe) e i costumi, è uno dei tratti caratterizzanti della cultura e dell'identità albanese.
Numerosi sono stati i sacerdoti (papàs o zoti prifti) e monaci e ieromonaci basiliani (kallogjer) all'Abbazia di Grottaferrata di Contessa Entellina, che hanno contribuito allo studio della lingua, della liturgia e della melurgia bizantina della tradizione della Chiesa Italo-Albanese. Tra i tanti spiccano: Papàs Nicolò Chetta, Padre Sofronio Gassisi, Padre Lorenzo Tardo, Papàs Matteo Sciambra.
Da Contessa Entellina fu vescovo ordinante per gli albanesi di rito greco-bizantino di Calabria: Mons. Giuseppe Schirò † (30 luglio 1889 - 29 novembre 1896), arcivescovo titolare di Neocesarea del Ponto nell'odierna Turchia.

### Tradizioni e folclore
Tra le principali festività religiose vi sono l'Epifania e le manifestazioni e i riti della Settimana Santa, che iniziano con il Sabato Santo con la Liturgia di San Basilio. A Contessa Entellina le processioni della Domenica delle Palme sono due, e seguono la liturgia di rito greco-bizantino. Nella festa dell'8 settembre si celebra la Madonna della Favara. Il giorno dell'Epifania viene celebrata la benedizione delle acque nella fontana pubblica "biveri" per commemorare il battesimo di Gesù.

## Cultura

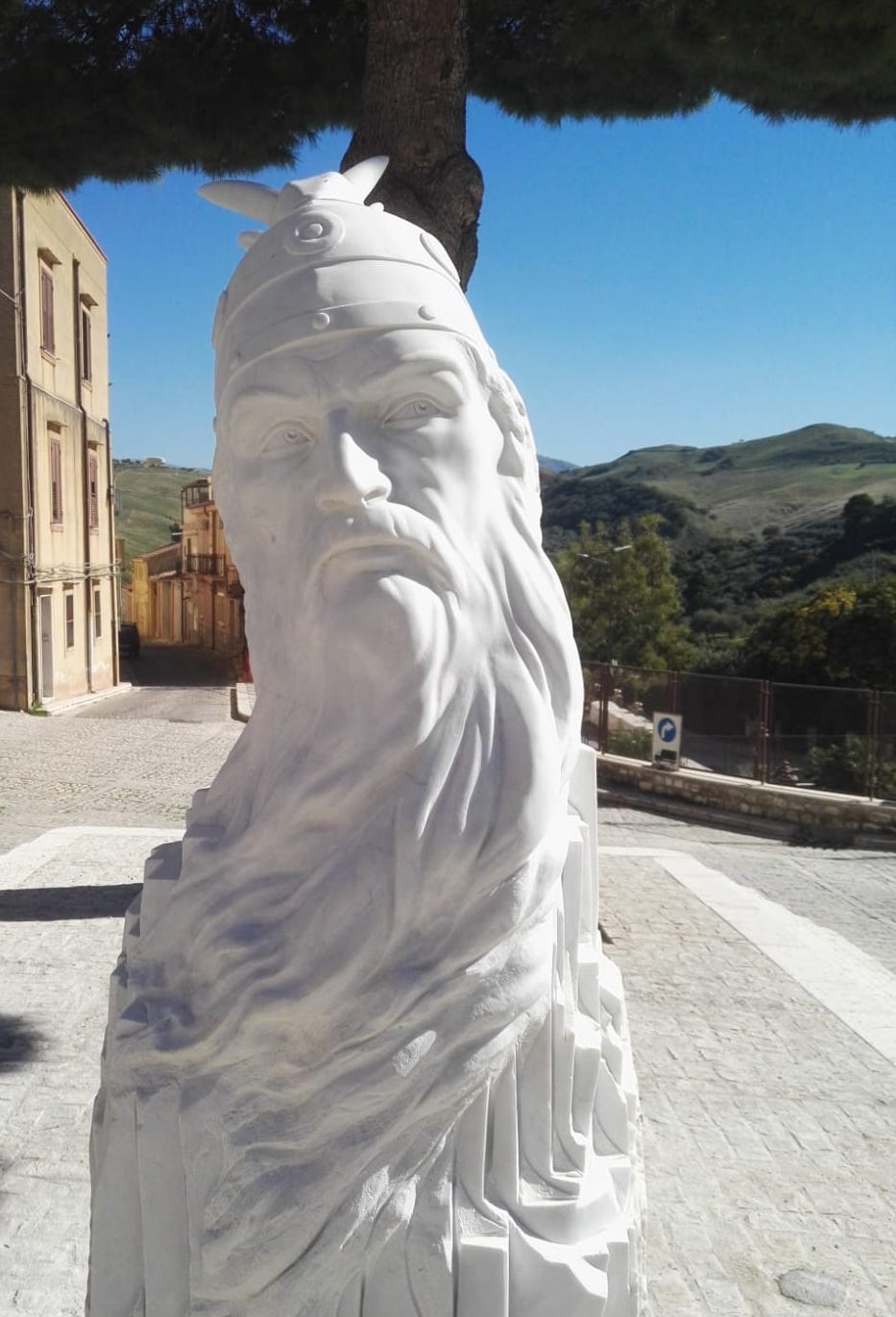
Busto dell'eroe albanese Giorgio Castriota Scanderbeg

Tra i religiosi si menzionano: Papàs Spiridione Lojacono (1812-1874), sacerdote di rito bizantino-greco, studioso, educatore e scrittore; Padre Atanasio Schirò (1841-1895), sacerdote, insegnante e storico; Mons. Giuseppe Schirò (1846-1927), Vescovo ordinante di rito bizantino degli albanesi di Calabria e Arcivescovo Metropolita di Neocesarea nel Ponto; Padre Cosma Buccola (1869-1934), jeromonaco basiliano della Badia bizantina di Grottaferrata; Padre Sofronio Gassisi (1873-1923), jeromonaco basiliano di rito bizantino a Grottaferrata, liturgista, paleografo e anticipatore dell'ecumenismo; Padre Lorenzo Tardo (1883-1967), jeromonaco basiliano della Badia di Grottaferrata, studioso di musica bizantina e pioniere nella scoperta, lettura, trascrizione, interpretazione, pubblicazione ed esecuzione delle melodie antiche bizantine, specie delle comunità albanesi d'Italia e Sicilia; Padre Giuseppe Clesi (1907-1966), sacerdote, primo parroco del borgo Piano del Cavaliere; Papàs Jani Di Maggio (1908-1967, sacerdote di rito bizantino e docente, fu promotore di molteplici iniziative pastorali, sociali e culturali pro-arbëresh; Papàs Nino Cuccia (1928-2016), sacerdote di rito bizantino, pittore e iconografo; Papàs Kola Cuccia (1959), sacerdote di rito bizantino, bizantinista e pubblicista, già parroco a S. Nicolò degli Italo-Albanesi a Palermo dal 2011 al 2016, che si adopera al mantenimento della lingua-identità albanese e della fede bizantina.
Tra le figure civili più illustri si ricordano: Calogero Genovese (1831-1904), notaio, avvocato, sindaco, segretario comunale e giudice conciliatore; Vincenzo Scramuzza (1886?-1956), storico; Antonino Chetta (1885-1976), segretario comunale, storico e scrittore in albanese. Scrisse una monografia sull'Albania. La sua arca sepolcrale cita: Arbëresh leva arbëresh vdiqa; Felice Chisesi (1895-1958), docente di lettere e storico, con la passione per il canto bizantino; Giuseppe Schirò Clesi (1905-1984), docente, pubblicista e studioso di cultura bizantina e albanese alla Università "La Sapienza" di Roma e Direttore dell'Istituto di studi bizantini; Josif Raviotta (1922-1983), politico, consigliere comunale, assessore e vicesindaco, uno dei figli più generosi e rappresentativi di Contessa Entellina, che agli interessi degli arbëreshë dedicò la sua esistenza; Francesco Di Martino (1936-2000), politico socialista, sindaco di Contessa Entellina, presidente della Camera di Commercio di Palermo e assessore e parlamentare della Assemblea Regionale Siciliana, che si impegnò alla valorizzazione del patrimonio culturale etnico e linguistico albanese di Sicilia.

### Canti tradizionali bizantino-albanesi

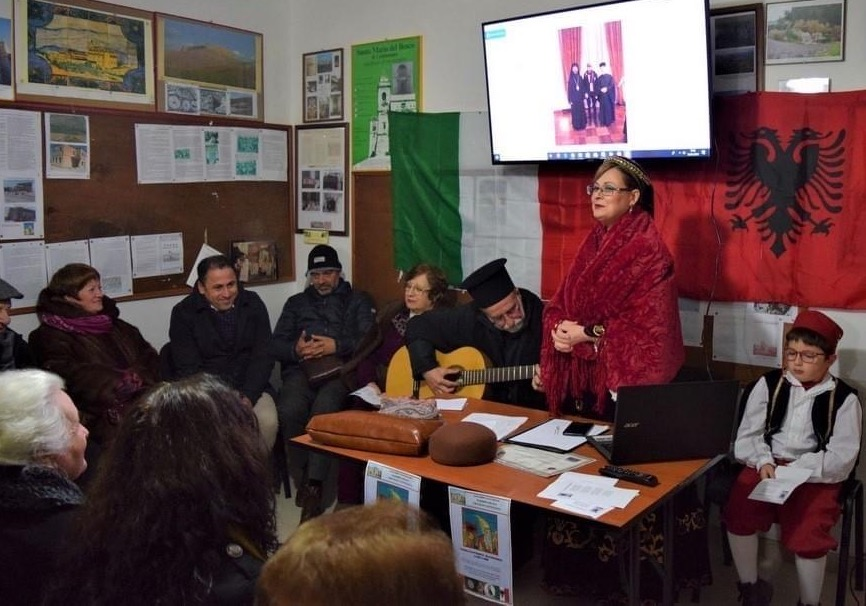
Canti e musiche tradizionali al circolo culturale

I canti religiosi popolari utilizzano come consuetudine il greco antico e la lingua albanese; tra i più conosciuti vi sono Stosanesi (modificazione locale del Christòs anèsti, Krishti u ngjall in albanese), Tri dit'in'Zot, E bukura Moré, Qyavarrisu, Të parkales, Falem, Kuntisë hora ime je ti. I canti Lazëri e Krishti u ngjall vengono eseguiti la notte che precede il sabato e la domenica di Pasqua (Pashkët).

### Costume

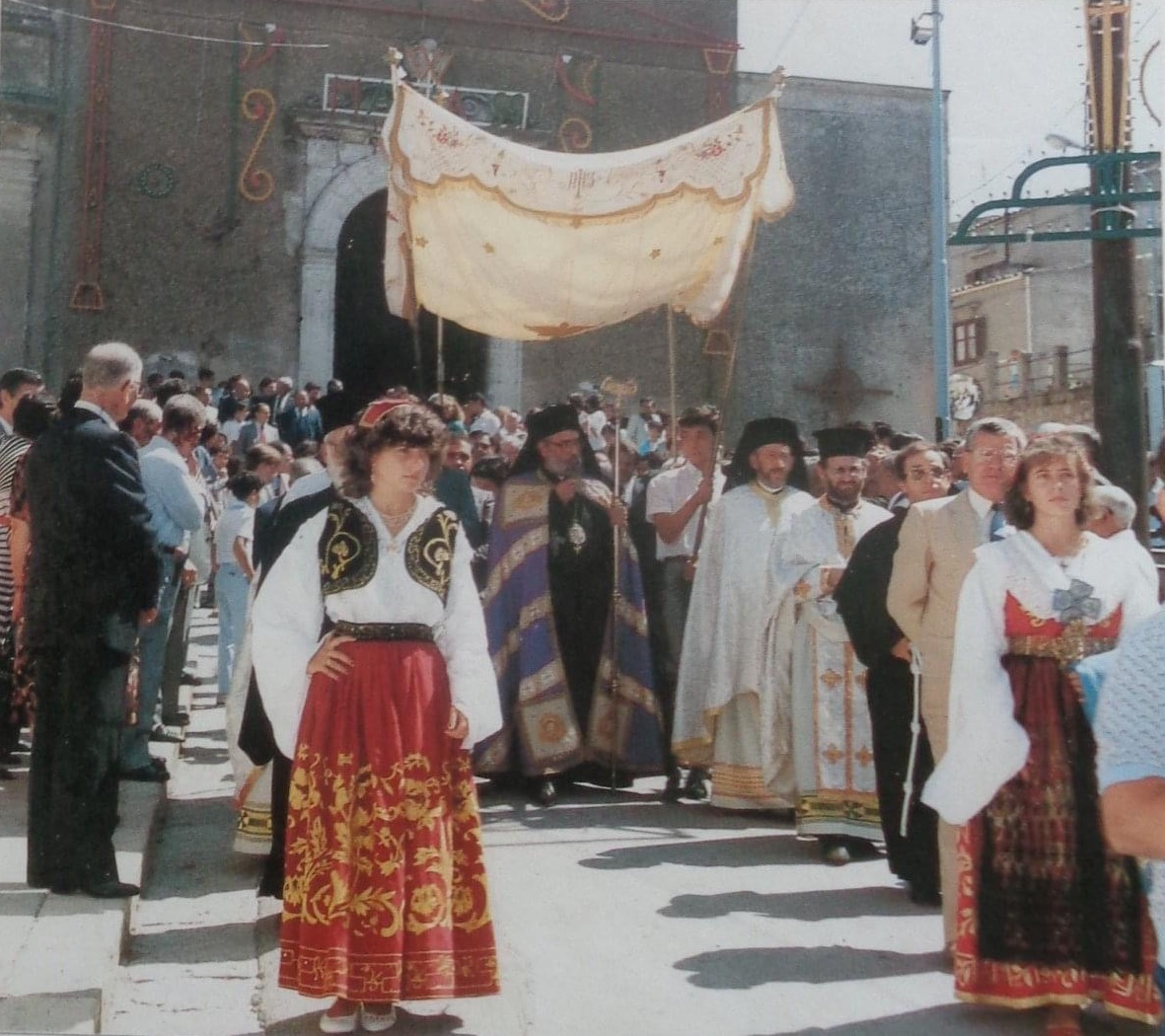
Visita dell'eparca di Piana degli Albanesi a Contessa Entellina (1986). Per l'occasione, le donne locali vestono i festosi abiti tradizionali arbëresh albanesi

A Contessa Entellina dall'Ottocento l'uso del tipico costume arbëresh albanese, indossato per le feste dell'anno liturgico bizantino, è in disuso. Probabilmente anche gli arbëreshë di Contessa Entellina possedevano un abito tradizionale che utilizzavano in diverse occasioni celebrative. I costumi tradizionali femminili esistenti sono di fattura più recente (dagli anni '50), su imitazione di quelli passati e quelli ancora in uso a Piana degli Albanesi.

### Cucina
La cucina di Contessa si basa sull'origine balcanica dei suoi abitanti e sulla fusione di due tradizioni: quella albanese e quella siciliana, che si integrano e si completano in una varietà di produzioni. Alcuni dolci e piatti tipici della cucina tradizionale di Contessa Entellina sono: Pupat me fiq, Mustracolle mjaljti, Pinjuljata, Sfinxhat, Frozhat me gjizë e nipitelle, Buka e Shën Sepit, Bukiçelet e Shën Kollit, Kukullet, Dromësat.
Dolci tipicamente natalizi sono Pupat me fiq e Mustracolle mjaljti. Per preparare Pupat me fiq bisogna amalgamare farina e sugna, aggiungere poi dell'ammoniaca sciolta nel latte, durante la lavorazione aggiungere zucchero, essenza di vaniglia e latte fino a raggiungere un impasto piuttosto morbido. Quindi prendere l'impasto poco per volta e spianarlo sul palmo della mano fino a dargli una forma convessa, quindi riempire con una conserva di fichi, con zuccata, caffè macinato, zucchero, scaglie di cioccolato e buccia di mandarini tagliuzzata. Disporre quindi i pezzi su una teglia unta di olio. Infine infornare. Per preparare Mustracolle mjaljti bisogna fare sciogliere del miele sul fuoco, versare della farina su una spianatoia aggiungervi poi della sugna e amalgamare per bene. Versare, quindi, sull'impasto del miele sciolto e mescolare rapidamente con un cucchiaio di legno, si otterrà un impasto denso senza grumi. Prendere a poco a poco l'impasto, premerlo con le mani sulla spianatoia e tagliarlo con le formelle. Le forme così ottenute unte di sugna, vengono disposte ordinatamente su una teglia. Poco prima di infornarli si spargono su di esse delle gocce d'acqua.

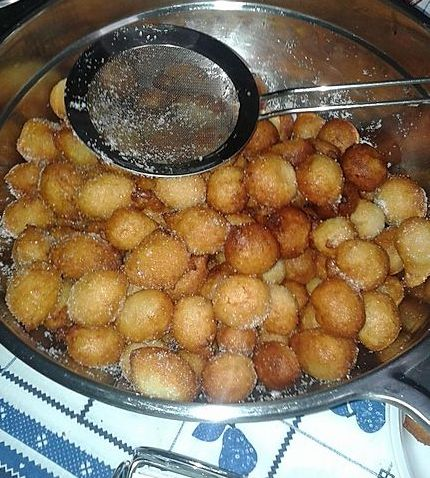
Petullat

I dolci che si consumano in occasione della festa di San Giuseppe sono Buka e Shën Sepit, Pinjuljata e Sfinxhat. Per la preparazione della Pinjuljata occorre disporre della farina su una spianatoia alla quale si mescola della sugna sino ad ottenere un impasto denso e non grumoso che viene lasciato a riposo per circa un'ora. Prendere l'impasto poco per volta con le mani arrotolarlo sino ad allungarlo e tagliarlo a pezzettini di circa 1 cm, quindi friggere in olio bollente. Per la preparazione delle Sfinxhat occorre amalgamare farina, lievito e acqua sino ad ottenere un impasto morbido che viene fatto lievitare. Quindi con un cucchiaio intriso d'olio prendere delle porzioni dell'impasto e friggerle in abbondante olio. Quando raggiungono una perfetta doratura disporre le “palline” ottenute su un vassoio e cospargerle di zucchero. Buka e Shën Sepit sono dei pani tipici della festa di San Giuseppe, preparati con un impasto di farina, lievito, acqua e uova. Viene data una forma di piccola ciambella all'impasto. Dopo la lievitazione i pani, tolti dal forno e vengono unti, con un pennello, con il tuorlo d'uovo sbattuto per dare loro lucentezza e profumo.

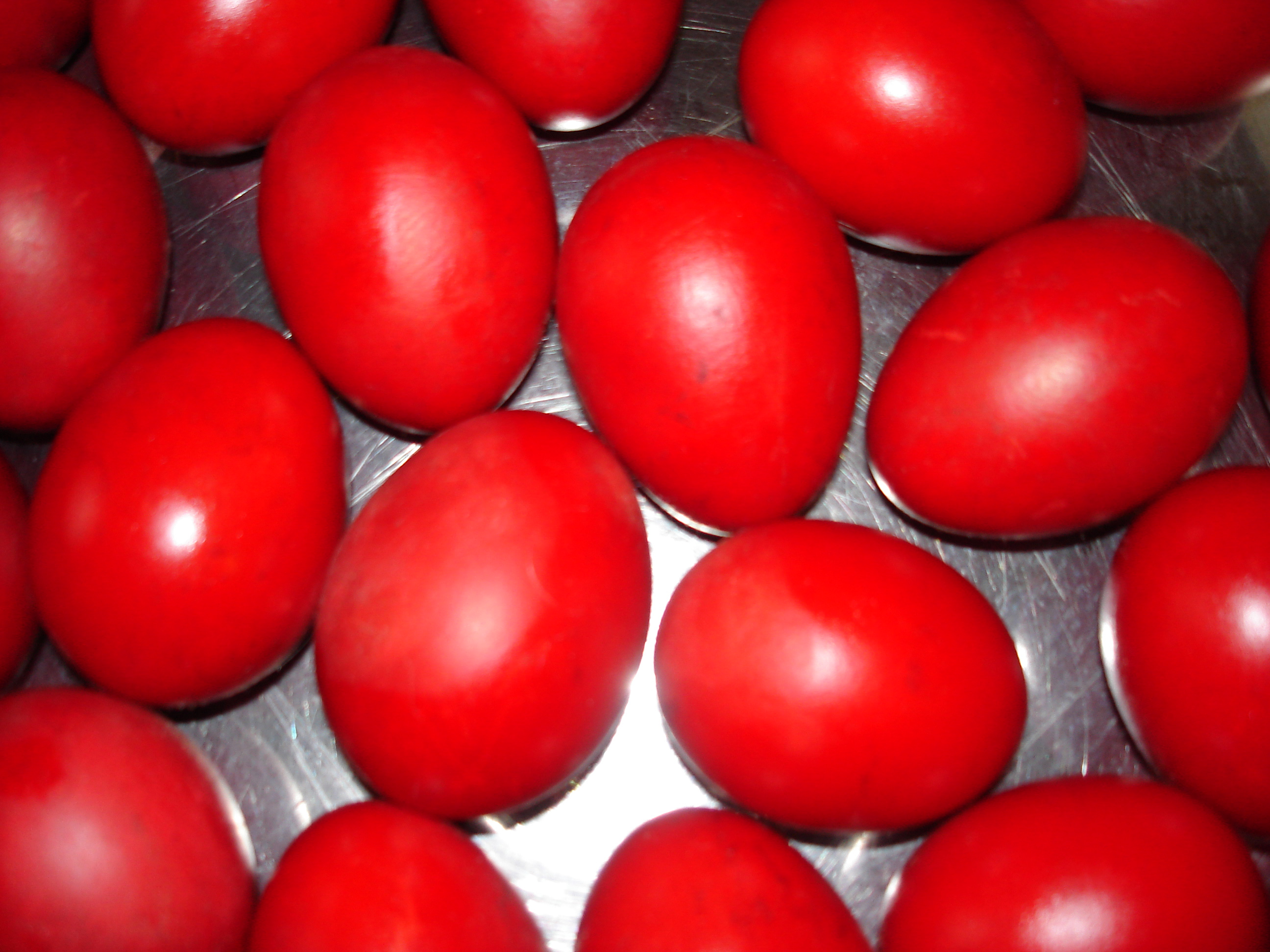
Vetë të kuqe (Uova rosse pasquali)

Tipici dolci pasquali sono Frozhat me gjizë e nipitelle che si prepara amalgamando ricotta, pane grattugiato, uova e zucchero fino ad ottenere un impasto omogeneo, quindi disporlo su un contenitore e infornare per 20 minuti. In occasione della festa di San Nicola (6 dicembre), la tradizione vuole che si consumano Bukiçelet e Shën Kollit, dolci che vengono preparati con acqua e farina (senza sale e senza lievito). L'impasto viene prelevato con le mani e la porzione si arrotonda sotto forma di “palline” nel cui centro si pratica un foro attraverso cui passa un filo che ne lega tre e soltanto tre. Si dispongono su una teglia e si infornano a temperatura moderata. Kukullet sono invece fatte da farina, lievito, sugna e sale sono gli ingredienti per preparare questo dolce. Esso si prepara come se fosse pane, si stende la pasta su una spianatoia col mattarello e si taglia a pezzi di forma rettangolare, questi pezzi si punzecchiano con la forchetta prima di friggerli in olio bollente sino alla completa doratura. Tolti dall'olio, prima di essere consumati, si cospargono di zucchero o miele.
Un piatto tradizionale di Contessa Entellina è Dromësat e si preparano nel periodo invernale con semola di grano duro, farina e finocchio selvatico bollito in acqua salata e vengono poi tagliuzzati finemente. Nell'acqua di cottura si versa prima dell'olio e poi, a pioggia, si aggiunge la semola mescolando continuamente con un cucchiaio di legno in modo da evitare la formazione di grumi. Ottenuta la densità desiderata, si toglie dal fuoco e si serve a tavola.

## Geografia antropica

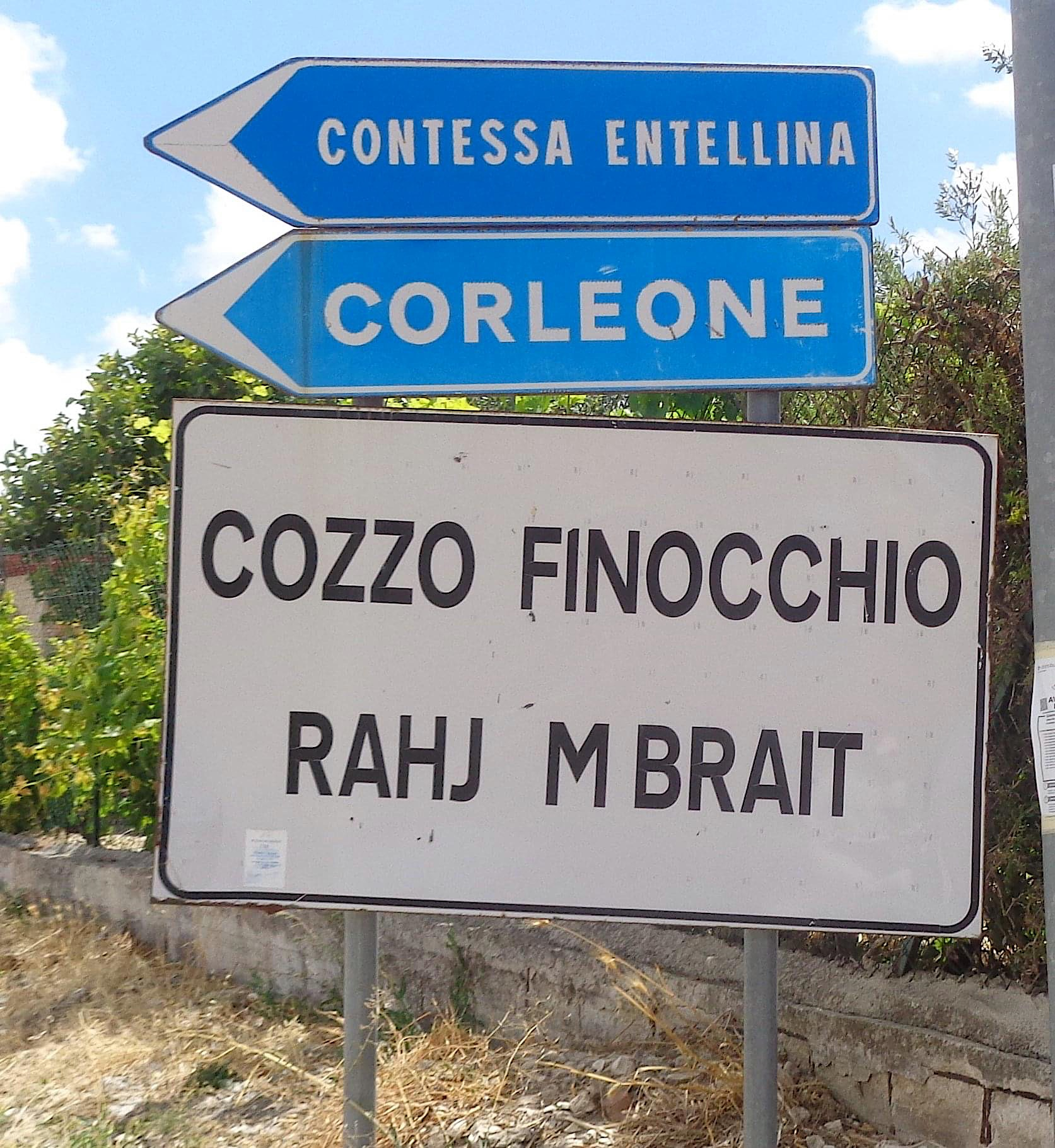
Segnaletica stradale bilingue della frazione di Cozzo Finocchio (Rahj Mbrait)

### Urbanistica
L'ubicazione collinare della cittadina ai piedi dei monti Brinjat, con la presenza di abbondanti sorgenti e corsi d'acqua che resero possibile l'esercizio dell'agricoltura e della pastorizia, fu una delle cause che preservò per secoli i suoi abitanti dall'omologazione culturale e linguistica, nonché religiosa.

### Suddivisioni storiche
I quartieri a Contessa Entellina sono considerati sotto il punto di vista storico. I principali quartieri storici di Contessa Entellina sono numerosi; si erge inoltre quello più moderno - post terremoto - nella parte più a sud della cittadina.

### Frazioni
Il comune di Contessa Entellina amministra numerose frazioni: Piano Cavaliere (Fusha e Kavalerit), Borgo Cozzo Finocchio (Rahj Mbrait), Castagnola (Kastanjolla), Roccella (Rriçelja), Pizzillo (Pucili).
Nella frazione di Piano Cavaliere esiste la parrocchia di rito bizantino della Maria SS. Regina del Mondo (Shën Mëria Mbretëresha e Botës). Nel territorio comunale rientra anche l'Abbazia di Santa Maria del Bosco (Monastiri i Shën Mërisë së Pyllit).

## Economia

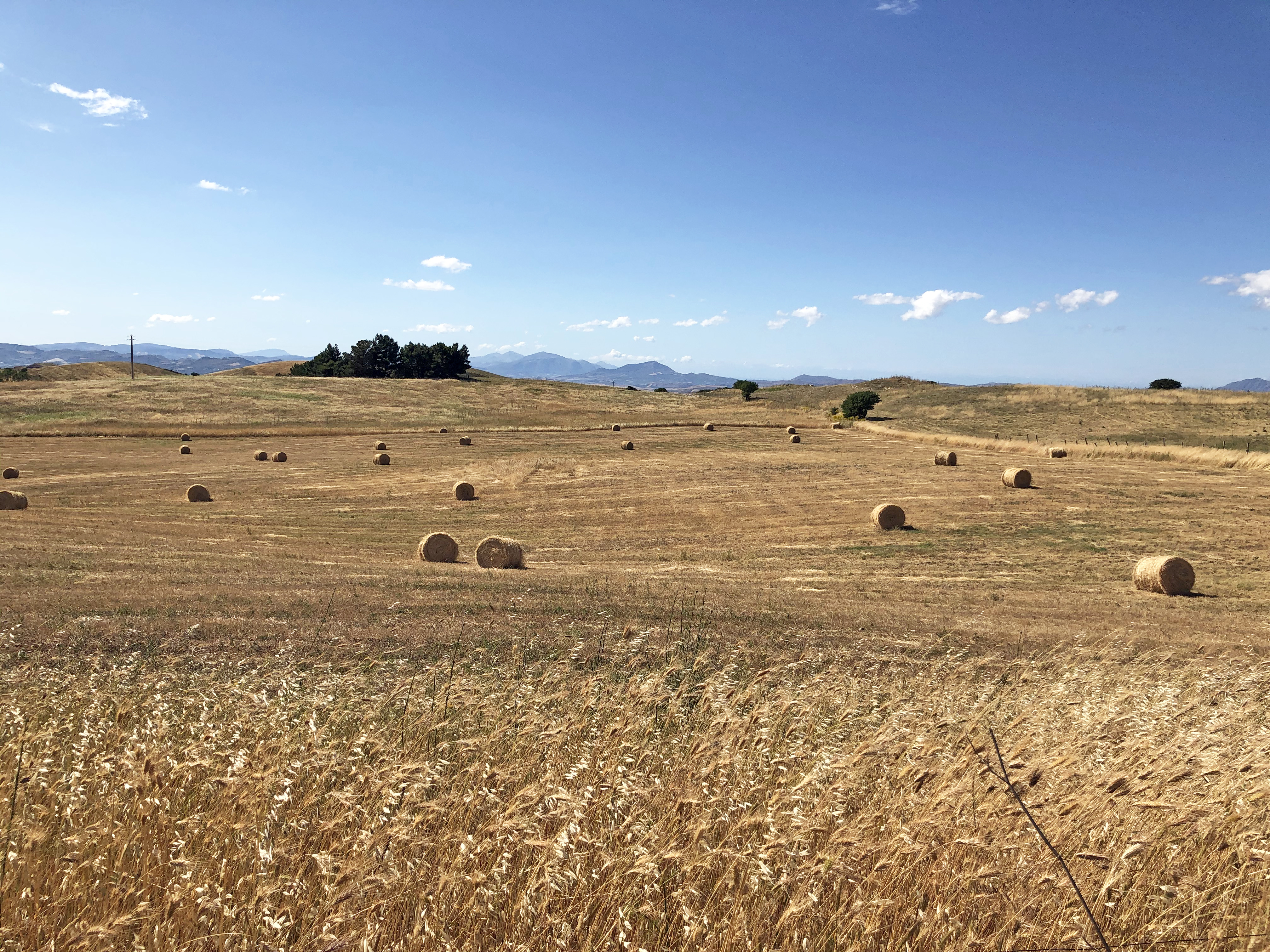
La campagna del territorio comunale coltivata a grano

Contessa Entellina ha un'economia basata sostanzialmente sul terziario. Le attività prevalenti riguardano l'agricoltura e la pastorizia. Numerosa è la coltivazione di prodotti agricoli, quali il grano, l'olio extravergine di oliva, e diverse qualità di uva. È sviluppato anche il caseario.
Molto rinomata è la produzione vinicola di Contessa Entellina (kumeta, Entellano, Kuntisa, Donnafugata, ecc.), nel 1993 riconosciuta del marchio D.O.C (Denominazione di Origine Controllata) per la produzione di vino di altissima qualità.
È un centro artigianale, dove vengono eseguite e incise ancora le antiche icone bizantine. Rilevanti sono anche le sue fiere del bestiame, che si svolgono nei mesi di maggio e di settembre.

## Amministrazione

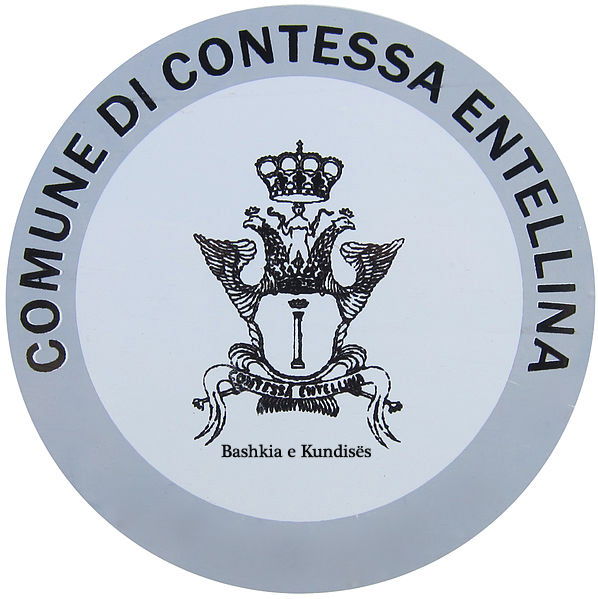
Stemma bilingue italiano-albanese del Comune di Contessa Entellina

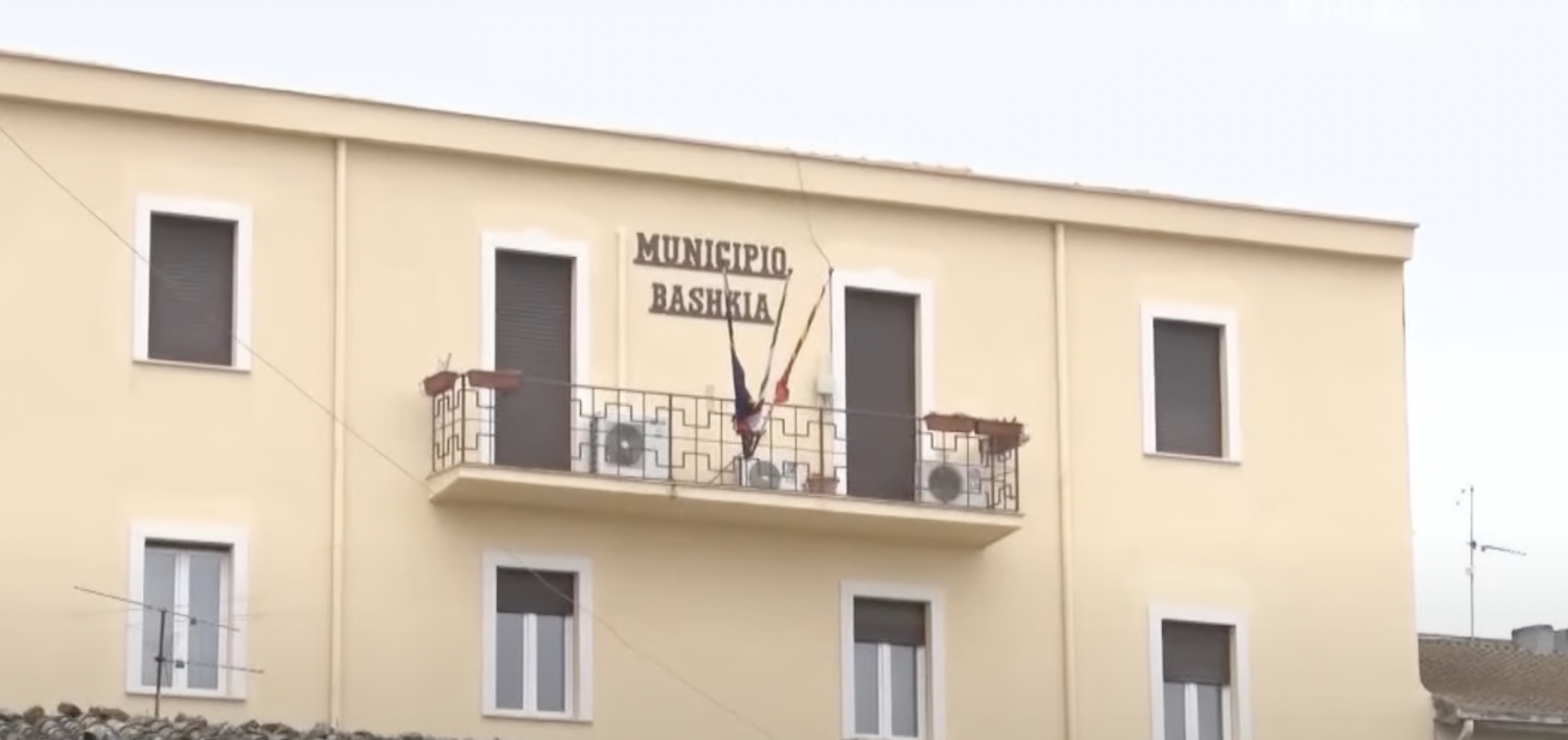
Il Comune di Contessa Entellina (Bashkia)

Di seguito è presentata una tabella relativa alle amministrazioni che si sono succedute in questo comune.
| Periodo          | Periodo          | Primo cittadino           | Partito              | Carica              | Note   |
| ---------------- | ---------------- | ------------------------- | -------------------- | ------------------- | ------ |
| 9 luglio 1987    | 22 giugno 1992   | Giuseppe Musacchia        | Democrazia Cristiana | Sindaco             | [ 20 ] |
| 22 giugno 1992   | 7 dicembre 1993  | Giuseppe Musacchia        | Democrazia Cristiana | Sindaco             | [ 20 ] |
| 8 dicembre 1993  | 10 febbraio 1994 | Antonino Lala             | Democrazia Cristiana | Sindaco             | [ 20 ] |
| 10 febbraio 1994 | 14 giugno 1994   | Giovanni Angileri         |                      | Comm. straordinario | [ 20 ] |
| 14 giugno 1994   | 25 maggio 1998   | Antonino Lala             | lista civica         | Sindaco             | [ 20 ] |
| 25 maggio 1998   | 27 maggio 2003   | Pietro Cuccia             | lista civica         | Sindaco             | [ 20 ] |
| 27 maggio 2003   | 17 giugno 2008   | Antonino Lala             | lista civica         | Sindaco             | [ 20 ] |
| 8 agosto 2007    | 17 giugno 2008   | Antonio Garofano          |                      | Comm. straordinario | [ 20 ] |
| 30 giugno 2008   | 11 giugno 2013   | Sergio Gioacchino Parrino | lista civica         | Sindaco             | [ 20 ] |
| 11 giugno 2013   | giugno 2018      | Sergio Gioacchino Parrino | lista civica         | Sindaco             | [ 20 ] |
| 9 giugno 2018    | in carica        | Leonardo Spera            | lista civica         | Sindaco             |        |

### Informazioni amministrative
Il Comune di Contessa Entellina (Bashkia e Kuntisës) è gemellato storicamente con la sorella comunità arbereshe di Piana degli Albanesi e con altre comunità albanesi di Sicilia e d'Italia.
Fa parte delle organizzazioni sovracomunali Area Minoranza Linguistica Albanese (Arbëresh), Unione dei Comuni Albanesi di Sicilia "BESA" (Lidhja e Bashkivet BESA), Regione Agraria n. 8 - Colline interne - Colline del Belice sinistro e Patto Territoriale Valle del Belice.